# Scorpaenodes evides
Scorpaenodes evides är en fiskart som först beskrevs av Jordan och Thompson, 1914.  Scorpaenodes evides ingår i släktet Scorpaenodes och familjen Scorpaenidae. Inga underarter finns listade i Catalogue of Life.